# Sluneční elektrárna

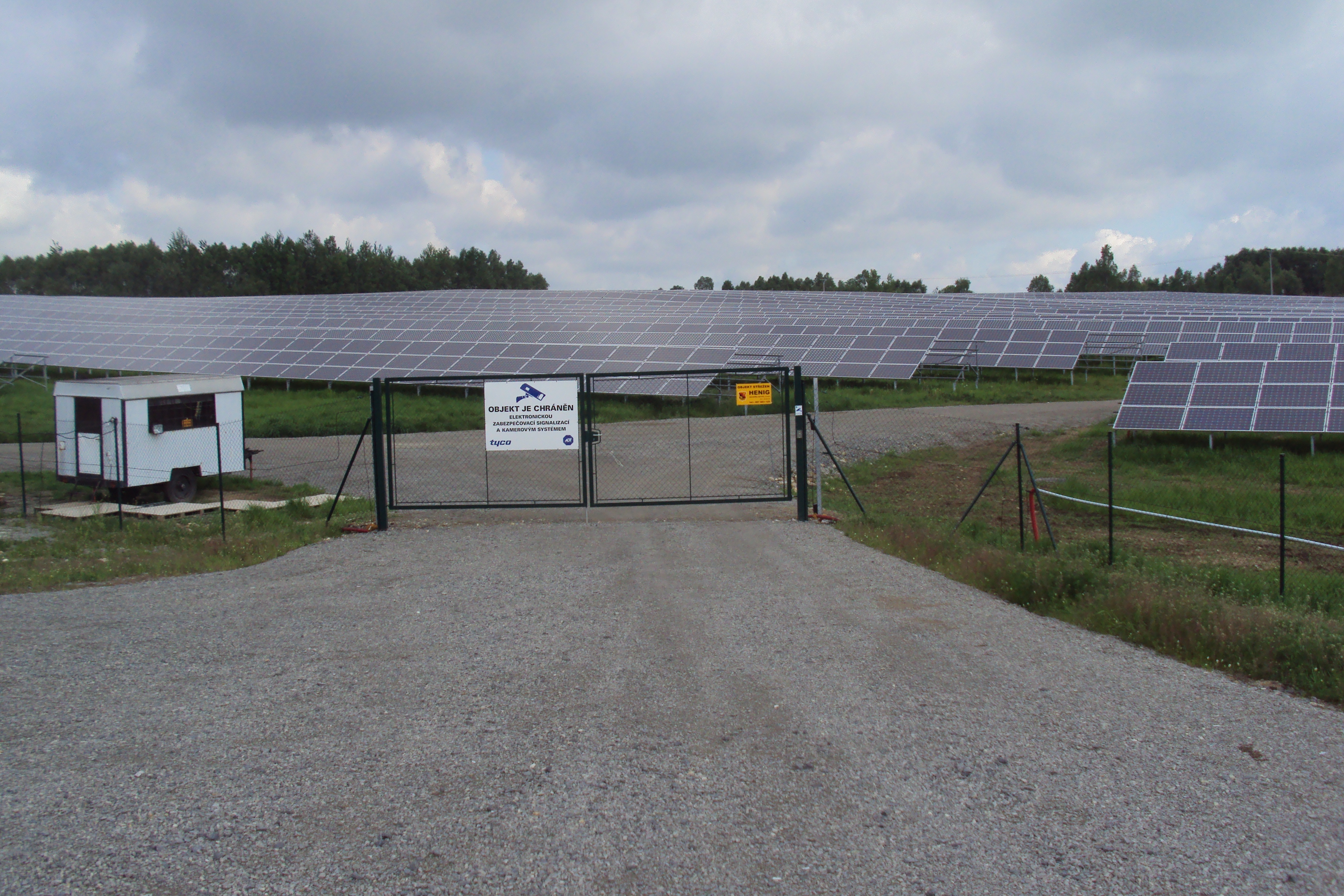
Sluneční elektrárna o výkonu 5 MW u Stráže pod Ralskem

Sluneční elektrárna je technické zařízení, kterým se přeměňuje energie ze slunečního záření na energii elektrickou.
Lze ji získat přímo a nepřímo:
1. fotovoltaická elektrárna (FVE) je tím, co se obvykle označuje jako sluneční elektrárna, solární park atd. Fotovoltaika využívá světlo. Sluneční panely na družicích a kosmických lodích dodávají energii přístrojům na palubě. Solární panely mohou být různých typů, od klasických křemíkových k těm složeným z tenkovrstvých solárních článků. Často jsou zapojeny do distribuční sítě a dodávají do ní elektřinu. Může jít také o tzv. ostrovní systém, který není napojen. Hybridní fotovoltaická elektrárna (HFVE) používá navíc k akumulaci energie akumulátory (je galvanicky oddělena od distribuční sítě, ale lze ji přepnout na odběr ze sítě). Je tedy považována za spotřebič (nemusí se podávat měsíční hlášení o výrobě) a není tak nutno povolení distributora (jako u FVE), ale jen stavební povolení a je dále třeba zachovat standardy připojení zařízení k distribuční soustavě (Pravidla provozování distribuční soustavy - PPDS).
2. solárně-termální elektrárna využívá teplo ze slunečních sběračů nebo heliostatů. Jde o soustředění slunečních paprsků z velké plochy do co nejmenší plochy absorbéru, ve kterém dojde k ohřevu teplonosné kapaliny. Další část elektrárny již funguje totožně jako elektrárna tepelná. Někdy se také označuje jako „koncentrační solární elektrárna“ nebo „solární termální elektrárna“.[1]

## Domácí sluneční elektrárna

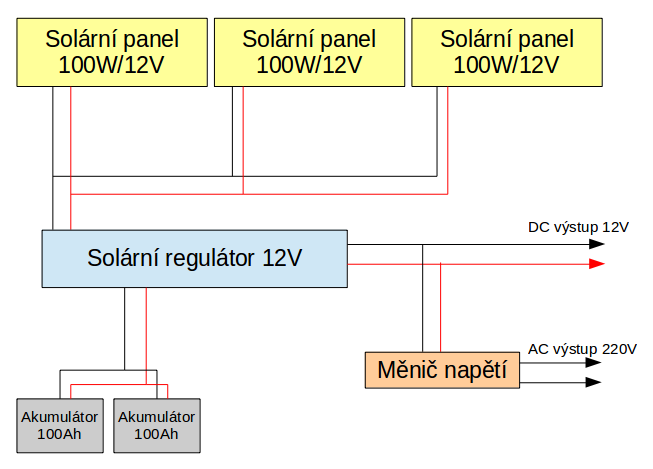
Příklad zapojení domácí solární elektrárny. Dokáže vyrobit za hodinu až 0,3 kWh. Výstup 220 V lze používat na většinu domácích spotřebičů.

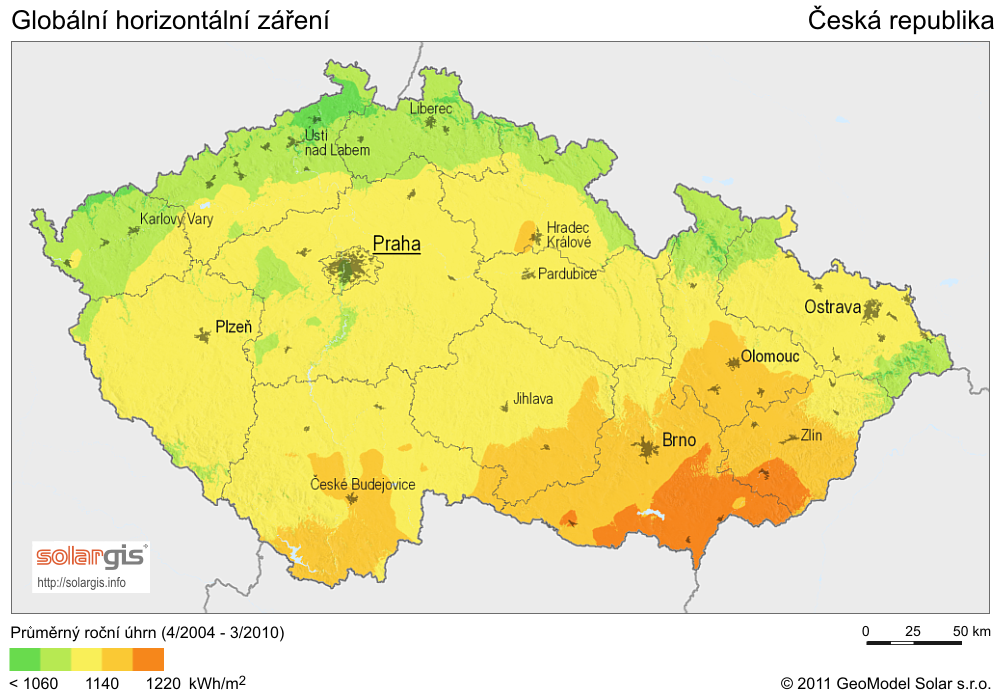
Solární potenciál v České republice – úhrn energie cca 800–1250 kWh na m^{2} za rok

Kolik energie solární elektrárna vyrobí se logicky odvíjí od intenzity slunečního záření. Pokud je obloha bez mraků, výkon slunečního záření je kolem 1 kW/m2. Když se však obloha zatáhne, sluneční záření je až 10krát méně intenzivní. V České republice je průměrná intenzita slunečního záření odhadována na přibližně 300 W/m2 a úhrn energie 800–1250 kWh na m2 za rok. Pro porovnání, v Perskému zálivu je to zhruba 1700 až 1800 kWh.
Počet slunečních hodin v České republice je v průměru 1330–1800 hodin ročně. Konkrétní údaj vážící se k místu poskytuje Český hydrometeorologický ústav. Nejvhodnější oblastí je jižní Morava. Koeficient ročního využití fotovoltaické elektrárny je v ČR cca 11,19 % (data ERU pro rok 2017).
Vždy nicméně záleží na konkrétním místě, které se zvolí pro stavbu solární elektrárny. Intenzitu a dobu slunečního záření ovlivňuje nadmořská výška, oblačnost a další lokální podmínky jako jsou časté ranní mlhy, znečištění ovzduší či úhel dopadu slunečních paprsků. Množství energie z fotovoltaických panelů pro různá místa, čas a sklon je možné online spočítat pomocí programu Evropské unie PVGIS.
Na místě je samozřejmě také otázka kapacity. Jinými slovy: kolik se na plochu střechy (či na jiné místo zvolené pro instalaci elektrárny) vejde solárních panelů? Obecně platí, že 1 kWp (kWp je jednotka štítkového výkonu panelů) zabere asi 6–8 m2. Tato plocha (při ideální orientaci fotovoltaických panelů) je schopna vyrobit přibližně 1 MWh ročně (vyrábí tedy průměrně přibližně 300 W). Od roku 2016 může mít domácí elektrárna v ČR maximálně 10 kWp, aby nepotřebovala licenci od ERÚ (tj. cca 27 kWh průměrně za den během roku, v létě je to v průměru 45 kWh, v zimě pak v průměru jen 10 kWh za den).
Připojení elektrárny k internetu je bezpečnostní riziko, protože střídače lze na dálku vypnout bez vědomí provozovatele.

## Vývoj největších solárních elektráren světa
- Desert Sunlight Solar Farm – (do června 2019) Kalifornie, USA, maximální výkon zhruba 550 MW

- Nur Abú Zabí – (od června 2019) Abú Zabí, Spojené arabské emiráty, česky Světlo Abú Zabí, pokrývá plochu zhruba osmi km2 a je tvořena přibližně 3,2 milionu jednotlivých panelů, maximální výkon je 1 177 MW

Spojené arabské emiráty v únoru 2019 vyhlásily tendr na stavbu další elektrárny s výkonem přibližně 2 000 MW. V Saúdské Arábii by nedaleko Mekky měla vzniknout elektrárna s maximálním výkonem zhruba 2 600 MW.

## Další elektrárny ve světě
- Ašalim – v Negevské poušti v jižním Izraeli. Kombinuje tři druhy energie: solární tepelnou energii, fotovoltaickou energii a zemní plyn, uvedena do provozu v roce 2019. Výkon 121 MW.
- Gemasolar – ve španělské Andalusii. Díky použití unikátní technologie je schopna vyrábět elektřinu i v noci, uvedena do provozu roku 2011. Výkon až 20 MW.
- Ivanpah – ve Spojených státech amerických, v Mohavské poušti na hranici mezi Kalifornií a Nevadou s plánovaným výkonem 392 MW.